# Hexagonella perillustris
Hexagonella perillustris is een mosdiertjessoort uit de familie van de Hexagonellidae. De wetenschappelijke naam van de soort is voor het eerst geldig gepubliceerd in 1975 door Gorjunova.